# Eutanyacra validiceps
Eutanyacra validiceps là một loài tò vò trong họ Ichneumonidae.